# Bulbophyllum piliferum
Bulbophyllum piliferum är en orkidéart som beskrevs av Johannes Jacobus Smith. Bulbophyllum piliferum ingår i släktet Bulbophyllum och familjen orkidéer. Inga underarter finns listade i Catalogue of Life.